# Montipora cebuensis
Montipora cebuensis là một loài san hô trong họ Acroporidae. Loài này được Nemenzo mô tả khoa học năm 1976.